# سهره صورتی آسیایی
سهره صورتی آسیایی (نام علمی: Leucosticte arctoa) گونه‌ای از سهره‌های تیرهٔ سهرگان (Fringillidae) است که در مغولستان و شرق دیرین‌شمالگان زادآوری می‌کند. زمستان‌گذرانی در منچوری، کره، ساخالین و ژاپن است. زیستگاه طبیعی آن توندرا و علفزار معتدل است.